# Alfred Deutsch-German
Alfred Deutsch-German (* 27. September 1870 in Wien, Österreich-Ungarn; † Herbst 1943, KZ Auschwitz) war ein österreichischer Journalist, Schriftsteller, Drehbuchautor und Filmregisseur.

## Leben
Alfred Deutsch-German begann seine Karriere als Schriftsteller und Journalist, als welcher er unter anderem für die Kleine Volkszeitung tätig war. Für Hans Ostwalds Buchreihe Großstadt-Dokumente verfasste er um 1906 Band 17: Wiener Mädel. Kurz vor dem Ersten Weltkrieg kam er als Drehbuchautor zur Wiener Kunstfilm-Industrie. 1915 schrieb er für die Robert Müller-Film das Drehbuch zu Das Kriegspatenkind, einen der ersten Propagandafilme Österreichs. Neben seiner Tätigkeit als Drehbuchautor schrieb Deutsch-German Komödien – unter anderem gemeinsam mit Armin Friedmann die Lokalposse Frau Breier aus Gaya, Revue mit drei Filmzwischenspielen und einem gerichtlichen Nachspiel.
Sein Regiedebüt lieferte er 1922 mit Die Welt in Gefahr ab. Er inszenierte vorwiegend alt-österreichische und operettenselige Filme – häufig mit biografischem, musikalisch-historischem Hintergrund. Von 1929 bis 1932 drehte er keine Filme. Nach dieser Pause inszenierte er nur zugleich seinen ersten und einzigen Tonfilm: Der Musikant von Eisenstadt. Danach arbeitete er bis 1938 als Funktionär in der österreichischen Filmwirtschaft weiter. Nach dem so genannten Anschluss Österreichs an Deutschland ging er ins Exil nach Nizza, um sich als Jude der Verfolgung durch die Nationalsozialisten zu entziehen. Dort wurde er im Sammellager Drancy interniert und am 28. Oktober 1943 nach Auschwitz deportiert, wo er wenig später vergast wurde.

## Filmografie
als Drehbuchautor, sofern nicht anders angegeben:
- 1913: Johann Strauß an der schönen blauen Donau
- 1914: Frau Gertrud Namenlos
- 1915: Das Kriegspatenkind
- 1916: Tyrannenherrschaft
- 1916: Bogdan Stimoff
- 1919: Alte Zeit, neue Zeit
- 1919: Das Auge des Buddha
- 1922: Die Rosenkreuzer
- 1922: Die Welt in Gefahr (Regiedebüt)
- 1923: Wien, die Stadt der Lieder (Regie)
- 1924: Pflicht und Ehre (auch Regie)
- 1925: Franz Lehár, der Operettenkönig (Regie)
- 1926: Frau Braier aus Gaya (Regie)
- 1926: Franz Schuberts letzte Liebe (Regie)
- 1928: Befehl zur Ehe
- 1928: Herzog Hansl (Erzherzog Johann)
- 1930: Die Tat des Andreas Harmer (auch Regie)
- 1933: Der Musikant von Eisenstadt (auch Regie)